# Shotwell
Shotwell es un visor y organizador de imágenes para el escritorio GNOME. Shotwell ha reemplazado como visor de imágenes por defecto a F-Spot en varias distribuciones Linux basadas en GNOME, incluyendo Fedora 13 y Ubuntu 10.10 en adelante.

## Funcionalidad
Shotwell puede importar fotos directamente desde una cámara digital. Shotwell automáticamente agrupa las fotos por fecha y soporta etiquetado. Sus características de edición de imágenes permiten a los usuarios rotar, recortar, eliminar ojos rojos y ajustar los niveles y balance de color. También cuenta con un "ajuste automático" que intenta encontrar los niveles adecuados para la imagen. Shotwell permite a los usuarios publicar sus imágenes en Facebook, Flickr y Picasa Web Albums.

## Información técnica
Shotwell está escrito en el lenguaje de programación Vala. Importa las imágenes usando la librería libgphoto2 de forma similar a otros organizadores como F-Spot y gThumb.